# Морозов, Алексей Викулович
Алексе́й Вику́лович Моро́зов (5 [17] октября 1857, Москва — 12 декабря 1934, Москва) — русский промышленник, предприниматель, коллекционер, представитель династии промышленников Морозовых. После 1917 года — музейный работник. Основал Морозовскую больницу.

## Биография

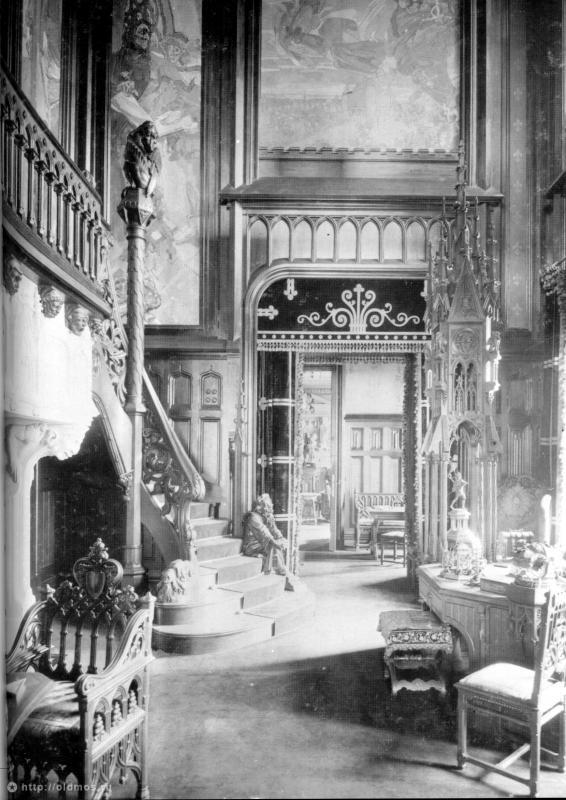
Интерьер особняка А. В. Морозова во Введенском переулке

Родился в богатой купеческой старообрядческой семье (Поморского брачного согласия), не смог окончить образования, в 1897 году возглавил «Товарищество Викулы Морозова сыновей» в местечке Никольское (сейчас город Орехово-Зуево).
Это событие произошло в 1894 году после смерти его отца, Викулы Елисеевича Морозова. Согласно завещанию своего отца, Алексей Викулович был его душеприказчиком. Викул Елисеевич Морозов оставил лично в распоряжение своего сына 600 тысяч рублей для того, чтобы тот потратил эти деньги на благотворительность и наградил тех людей, которые заслуживают этих денег. 
Когда Алексей Викулович управлял делами Товарищества мануфактур, он значительно расширил мануфактуру, присоединил ткацкую и бумагопрядильную фабрику в селе Саввино (сейчас город Железнодорожный). В 1896 году на Промышленно-художественной выставке в Нижнем Новгороде Товарищество мануфактур получила право использовать изображение Государственного герба на своих бумагах и ярлыках. Такая награда была присуждена за высокое качество бумажной пряжи, беленых товаров и ткацких изделий, за отделку плиса, полубархатов и других материалов. При Алексее Морозове была построена богадельня - трехэтажное здание, в котором коротали свои дни престарелые и одинокие люди, когда-то работавшие на фабрике, а также инвалиды. Мануфактура обеспечивала нахождение людей в богадельне за свой счет.
В 1900 отошёл от дел, полностью посвятив себя коллекционированию. Алексей Морозов передал управление мануфактурой своему брату Ивану Морозову. Он управлял фабриками вплоть до их национализации в 1918 году. 
Собирал фарфор, гравюры и иконы. Отцовский особняк во Введенском переулке Москвы был переделан для хранения и демонстрирования коллекций. Собрание икон Алексея Морозова считалось одним из лучших в России (наряду с коллекциями Ильи Остроухова и Степана Рябушинского).
После русской революции 1917 года в доме Морозова был основан Музей фарфора, а он сам назначен хранителем своих коллекций.
Похоронен на Преображенском кладбище.